# 黄振春
黄振春（1958年12月—）河北滦平人，中国共产党及中华人民共和国官员，中国国家博物馆党委书记、副馆长。

## 生平
黄振春是中国共产党党员，大学学历。1978年1月加入中国共产党。1983年7月自天津南开大学政治经济学专业毕业。1983年7月到1992年12月，任国家教育委员会干部、秘书、国务院办公厅秘书、中共中央宣传部办公厅秘书。1992年12月到1996年7月，任中共中央宣传部办公厅正处级秘书、文化部办公厅正处级秘书、部长办公室调研员。1996年7月到2001年11月，任文化部办公厅副主任。2001年11月到2005年7月，任文化部办公厅副主任兼机关服务中心主任、党委书记。2005年7月到2009年2月，任文化部办公厅主任。2009年2月起，任中国国家博物馆党委书记。2010年6月起，兼任中国国家博物馆副馆长。